# Ангел Чолев
Ангел Стоянов Чолев е български политик, деец на Вътрешната македоно-одринска революционна организация и Българския земеделски народен съюз.

## Биография
Ангел Чолев е роден на 12 септември 1881 година в неврокопското село Либяхово, тогава в Османската империя. В 1901 година става член на ВМОРО и съратник на Яне Сандански и взима участие в много акции на организацията. През Балканските войни е в четата на Яне Сандански, а след това е в Драмската партизанска чета на Тодор Паница, която действа в Неврокопско и Драмско. Участва в Първата световна война като взводен командир. След войната става член на БЗНС и сред дейците на организацията, които търсят единен фронт с Българската комунистическа партия. Влиза в конфликт с ВМРО. На 23 април 1923 година е заловен от ВМРО в местността Купена край Места и след мъчения е убит.